# Didier Delsalle
Didier Delsalle (* 1957) ist ein französischer Pilot. Er landete als erster Mensch mit einem Hubschrauber auf dem Gipfel des Mount Everest.

## Rekordunternehmen
Der Franzose Delsalle setzte am 14. Mai 2005  seinen serienmäßigen, einmotorigen Hubschrauber Eurocopter Ecureuil/AStar AS 350 B3 in 8.848 m Höhe auf dem Mount Everest im Himalaja-Königreich Nepal auf. Er flog zunächst bis zum Flugplatz Lukla auf 2.866 m, welcher schon vorher erster Ausgangspunkt für Hubschrauberflüge in die Everest-Region war, und anschließend auf den Gipfel. Gemäß den Anforderungen des Internationalen Luftsportverbandes blieb er mehr als zwei Minuten am Boden, bevor er sich wieder auf den Rückflug zum Basislager begab und stellte damit den nicht mehr zu überbietenden Rekord in der Kategorie highest take-off  (höchstgelegener Startort) auf. Anschließend kehrte er zum nepalesischen Himalaya-Flugplatz Lukla zurück. Am folgenden Tag wiederholte er den Flug erfolgreich.
Delsalles Aktion stieß weltweit bei vielen Personen, etwa dem Südtiroler Extrembergsteiger Hans Kammerlander, auf scharfe Kritik. Von der Aktion profitierten jedoch die einheimischen Behörden: In der Vorbereitungsphase flogen die Männer von Eurocopter in Nepal auch Rettungseinsätze.